# Guillaume François
Guillaume François (Libramont, 3 juni 1990) is een Belgisch voetballer. Hij speelt sinds de zomer van 2020 onder contract bij Union Sint-Gillis. François speelt op de positie van rechterflankverdediger

## Carrière

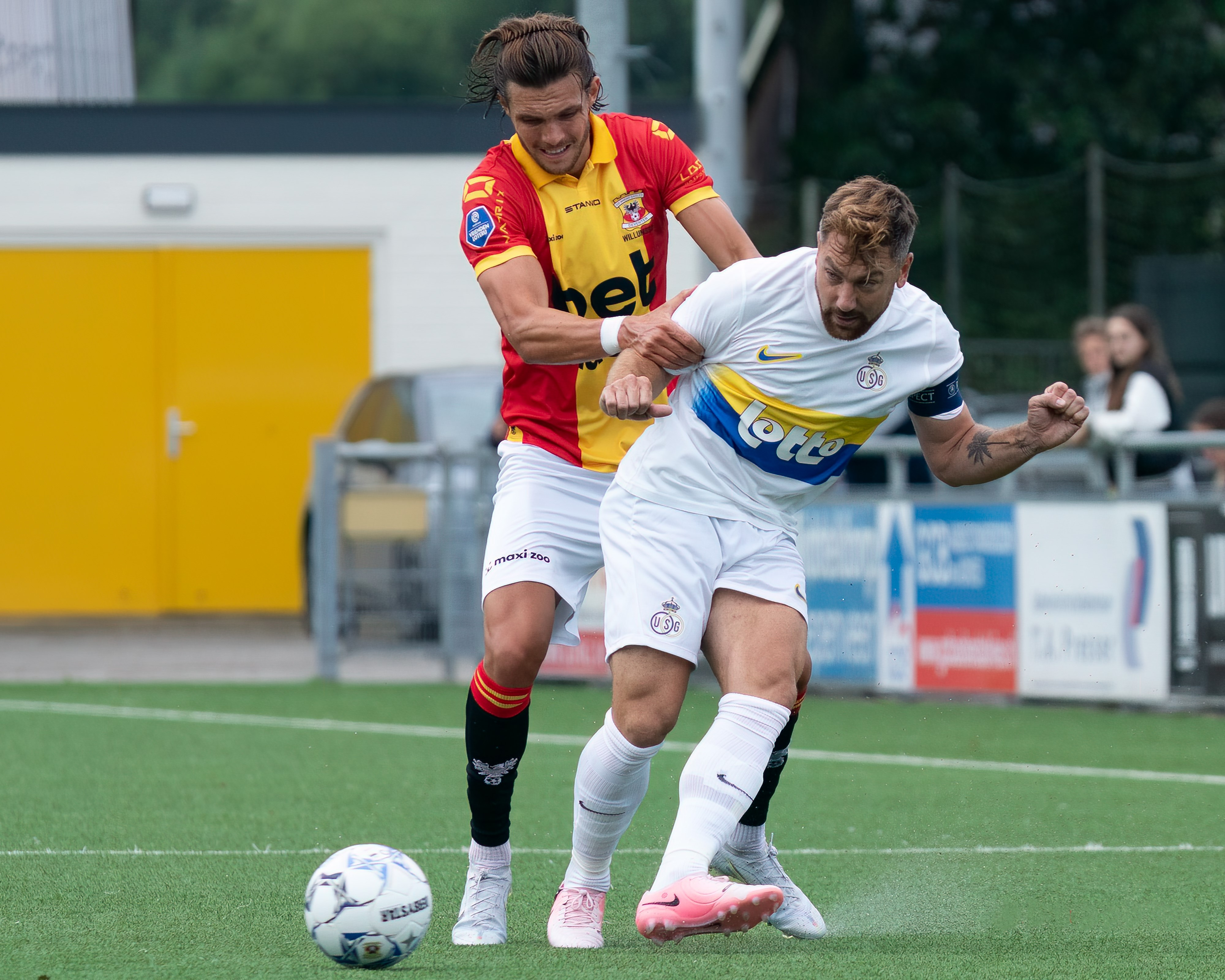
François in actie met Union tegen Go Ahead Eagles in 2024

François begon bij de jeugd van RES Champlon te voetballen. Op veertienjarige leeftijd volgde een overstap naar Excelsior Virton. Daar bleef hij  twee jaar, want dan plukte eersteklasser Excelsior Moeskroen hem weg. De eerste seizoenen kwam hij bij de beloften in actie. In 2008/09 maakte hij zijn debuut in de hoogste klasse onder trainer Enzo Scifo.
Een seizoen later kwam François vaker in actie, maar kende zijn club financiële problemen. Begin 2010 versierde François een transfer naar Germinal Beerschot. In de winter transferperiode ruilde François Beerschot voor Sporting Charleroi, waar hij werd omgevormd van flankaanvaller tot rechtsachter. François speelde drieëneenhalf seizoen voor Charleroi en keerde in 2016 terug naar het Kiel, ditmaal naar het vernieuwde Beerschot Wilrijk. Met Beerschot Wilrijk werd hij in zijn eerste seizoen kampioen in Eerste klasse amateurs en miste hij het seizoen daarop op een haar na de promotie naar Eerste klasse A.
Na de gemiste promotie trok François naar Excelsior Virton. In zijn eerste seizoen bij de club werd de promotie naar eerste klasse B al behaald. Nadat Virton na afloop van het seizoen 2019/20 geen licentie wist af te dwingen voor het profvoetbal verliet hij transfervrij de club.
In augustus 2020 maakte reeksgenoot Union Sint-Gillis bekend dat François bij hen een contract voor één seizoen (met nog een optie op nog één extra seizoen) had ondertekend. Op 21 augustus 2020 debuteerde hij als basisspeler in de uitwedstrijd tegen SK Deinze. François werd met Union dat seizoen kampioen in de reeks waardoor de club mocht promoveren naar de Eerste klasse A, het hoogste niveau in België. Begin mei 2021 werd daarnaast de optie in zijn contract gelicht waardoor François tot 2022 vast lag bij Union Sint-Gillis. Zijn contract werd meermaals verlengd ondanks hij sinds het seizoen 2023/24 nog amper aan spelen toe kwam.

## Statistieken
| Seizoen         | Club                   | Competitie             | Competitie | Competitie | Beker | Beker | Totaal | Totaal |
| Seizoen         | Club                   | Competitie             | Wed.       | Dlp.       | Wed.  | Dlp.  | Wed.   | Dlp.   |
| --------------- | ---------------------- | ---------------------- | ---------- | ---------- | ----- | ----- | ------ | ------ |
| 2008-2009       | Excelsior Moeskroen    | Jupiler Pro League     | 6          | 0          | 1     | 0     | 7      | 0      |
| 2009-2010       | Excelsior Moeskroen    | Jupiler Pro League     | 16         | 2          | 1     | 1     | 17     | 3      |
| 2009-2010       | Germinal Beerschot     | Jupiler Pro League     | 7          | 0          | 0     | 0     | 7      | 0      |
| 2010-2011       | Germinal Beerschot     | Jupiler Pro League     | 15         | 2          | 1     | 0     | 16     | 2      |
| 2011-2012       | Beerschot AC           | Jupiler Pro League     | 31         | 3          | 2     | 0     | 33     | 3      |
| 2012-2013       | Beerschot AC           | Jupiler Pro League     | 18         | 1          | 1     | 0     | 19     | 1      |
| 2012-2013       | Sporting Charleroi     | Jupiler Pro League     | 9          | 0          | 0     | 0     | 9      | 0      |
| 2013-2014       | Sporting Charleroi     | Jupiler Pro League     | 33         | 1          | 1     | 0     | 34     | 1      |
| 2014-2015       | Sporting Charleroi     | Jupiler Pro League     | 26         | 0          | 4     | 0     | 30     | 0      |
| 2015-2016       | Sporting Charleroi     | Jupiler Pro League     | 4          | 0          | 0     | 0     | 5      | 0      |
| 2016-2017       | KFCO Beerschot Wilrijk | Eerste klasse amateurs | 22         | 4          | 0     | 0     | 22     | 4      |
| 2017-2018       | KFCO Beerschot Wilrijk | Eerste klasse B        | 32         | 4          | 1     | 0     | 33     | 4      |
| 2018-2019       | Excelsior Virton       | Eerste klasse amateurs | 34         | 5          | 2     | 1     | 36     | 6      |
| 2019-2020       | Excelsior Virton       | Eerste klasse B        | 11         | 0          | 0     | 0     | 11     | 0      |
| 2020-2021       | Union Sint-Gillis      | Eerste klasse B        | 18         | 1          | 0     | 0     | 18     | 1      |
| 2021-2022       | Union Sint-Gillis      | Eerste klasse A        | 24         | 0          | 1     | 0     | 25     | 0      |
| 2022-2023       | Union Sint-Gillis      | Eerste klasse A        | 17         | 0          | 2     | 0     | 17     | 0      |
| 2023-2024       | Union Sint-Gillis      | Eerste klasse A        | 2          | 0          | 0     | 0     | 2      | 0      |
| Carrière totaal | Carrière totaal        | Carrière totaal        | 325        | 20         | 17    | 2     | 342    | 22     |

Bijgewerkt tot 23 juli 2021

## Erelijst
| Beker van België         | 1× | 2023/24 |
| Belgische Supercup       | 1x | 2024    |
| Kampioen Eerste Klasse B | 1x | 2020/21 |